# Atom
Vegeu Àtom per la partícula química.
Atom és un tipus de format de canal web XML (llenguatge de descripció), similar a l'RSS, és a dir, de sindicació. Va néixer per a resoldre la confusió creada per l'existència d'estàndards similars per a la sindicació (RSS i RDF), i crear així una API i un format de sindicació més flexibles. No obstant això, hi ha qui opina que més que resoldre el problema, el va agreujar. Actualment conviu amb els formats anteriors que volia eliminar.
Encara està en desenvolupament i ha rebut diversos noms, entre ells Echo, per a finalment anomenar-se Atom.